# Dachhiri Sherpa
Dachhiri Dawa Sherpa (* 3. ledna 1969) je nepálský sportovec, vytrvalostní běžec, horolezec a běžec na lyžích. Je trojnásobným účastníkem zimních olympijských her. V roce 2006 na hrách v Turíně doběhl v závodě na 15 km volnou technikou na 94., o čtyři roky později na hrách ve Vancouveru na 92. místě a na hrách v Soči v závodě na 15 klasicky na 86. místě.

## Život
Narodil se v rodině chovatele jaků a krav, výchovy se mu dostalo v buddhistickém klášteru. Jako vytrvalostní běžec startoval v několika ultramaratonech. Když v roce 2003 vyhrál běžecký závod vytrvalců ze základního tábora pod Annapurnou do základního tábora Everestu, oslovil ho Nepálský olympijský výbor s žádostí, zda by nechtěl běhat na lyžích.